# Botinovec
Botinovec – wieś w Chorwacji, w żupanii kopriwnicko-kriżewczyńskiej, w gminie Koprivnički Ivanec. W 2011 roku liczyła 176 mieszkańców.